# 黄懿伦
黄懿伦（英語：Eleanor Wong Yee-lun）是一位香港钢琴家，钢琴教育家。

## 生平
出生于香港，幼时随周书绅练习钢琴，早年就讀瑪利諾修院學校（1960年中五，於同年英文中學會考中考獲英文、聖經以及音樂科「良」等成績），胞姊是鋼琴家黃慰倫，毕业于伦敦大学皇家音乐学院。之后任教于香港演藝學院键盘系。1986年和姐姐黄慰伦组成钢琴二重奏。

## 荣誉
英国皇家音乐学院院士。此外还是深圳艺术学院客席教授、武汉音乐学院及天津音乐学院名誉教授。

## 弟子
- 张纬晴
- 李嘉齡
- 沈靖韬
- 涂毓麟
- 林粤冰[8]
- 員曾宪逸
- 李仲欣
- 刘泽锴
- 左章